# 4산단로
4산단로(4sandan-ro)는 충청남도 천안시 서북구 부성동 성성2교차로 에서 충청남도 천안시 서북구 직산읍 공단1교차로까지 이어주는 도로이다.

## 주요 경유지
충청남도
- 천안시 서북구 (부성동 - 직산읍)

## 노선 경로
| 이름                 | 접속 노선          | 경유지 | 경유지 | 비고                 |
| -------------------- | ------------------ | ------ | ------ | -------------------- |
| 성성2 교차로         | 번영로 성성5로     | 서북구 | 부성동 |                      |
| 차암 교차로 (차암교) | 3공단6로 수레터2길 | 서북구 | 부성동 |                      |
| 공단3 교차로         | 스마트산단로       | 서북구 | 부성동 |                      |
| 공단2 교차로         | 수레터1길          | 서북구 | 부성동 | 지방도 제624호선구간 |
| 공단1 교차로         | 신갈1길            | 서북구 | 직산읍 | 지방도 제624호선구간 |
| 4산단3로와 직결      |                    |        |        |                      |

## 주요 건물 및 시설
- 미니스톱 천안삼성점 (4산단로 58/성성동 478-1)
- SK에너지 삼원셀프주유소 (4산단로 217/성성동 22-11)